# لويس أوسكار غريفيث
لويس أوسكار غريفيث (بالإنجليزية: Louis Oscar Griffith)‏ هو رسام أمريكي، ولد في 1875، وتوفي في 1956.